# Метод крупных частиц
Метод крупных частиц — численный метод решения задач гидроаэромеханики, основанный на последовательном использовании эйлерового и лагранжевого подходов, с помощью аппроксимаций в неподвижных узлах расчётной сетки и последующего рассмотрения взаимодействия расчётных ячеек в качестве независимых крупных частиц жидкости.
Метод крупных частиц является развитием метода Метода частиц в ячейках Харлоу. Широко используется для исследования аэрогазодинамических течений, дифракционных задач, трансзвуковых потоков, явлений взаимодействия излучения с веществом и др. 